# Estêner Soratto da Silva Júnior
Estêner Soratto da Silva Júnior, (Tubarão, 16 de maio de 1977), é um advogado e atual prefeito da cidade de Tubarão pelo Partido Liberal (PL).

## Biografia
Estêner Soratto da Silva Júnior, mais conhecido como Soratto, nasceu em 16 de maio de 1977, na cidade de Tubarão, em Santa Catarina. É filho de Estêner Soratto da Silva (in memorian) e Marilza Rosalba Raulino da Silva, e casado com Graziele de Souza Soratto da Silva, e pai do Manoel de Souza Soratto da Silva.
Formado em Direito é sócio da Soratto & Rosa Advogados, e Corretor de Seguros desde 2012, sendo sócio proprietário da Elisabete Seguros.
Seu pai, o saudoso empresário e político Estêner Soratto da Silva, foi considerado um dos melhores Prefeitos da Cidade Azul, onde atuou no período de 1989 a 1992. Ele também pleiteou uma cadeira na Câmara Federal conquistando mais de 32 mil votos válidos. Em campanha por vaga na Assembleia Legislativa chegou a 14 mil votos.
Soratto já foi Secretário de Indústria e Comércio (2009 - 2011) e de Gestão (2011 - 2012), ambos no município de Tubarão. E também Secretário de Estado do Desenvolvimento Regional de Tubarão (2013 - 2014), no Governo do Estado.
Inspirado nos valores e no legado do seu pai, se candidatou e foi eleito vereador (2020). Depois, para atender as necessidades do povo Sul Catarinense, de ter um legítimo representante no Estado, o que não acontecia há muitos anos, colocou o meu nome à disposição para ser um Deputado Estadual (2022). Foi por saber que tem muito para ser feito, e que a região precisa de representatividade daqueles que sentem as mesmas dores, que colocou o nome à disposição.
Após ser eleito com 25.622 votos, recebeu um importante convite do Governador Jorginho Mello, se licenciou do cargo de Deputado Estadual para assumir a Secretaria de Estado da Casa Civil do Governo de Santa Catarina, no dia 1º de janeiro de 2023.
No dia 31 de dezembro de 2023, deixa a Secretaria de Estado da Casa Civil para retornar ao mandato de Deputado Estadual.
Em 1º de janeiro de 2025, tomou posse como prefeito de Tubarão, em uma solenidade realizada no Teatro da Arena Multiuso, que recebe o nome de seu pai.

### Desempenho em eleições
| Ano  | Cargo Disputado   | Partido | Votos  | Porcentagem | #   | Resultado  |
| ---- | ----------------- | ------- | ------ | ----------- | --- | ---------- |
| 2012 | Vice-prefeito     | PSDB    | 11.353 | 18,78%      | 3°  | Não Eleito |
| 2020 | Vereador          | PL      | 1.625  | 3,07%       | 2°  | Eleito     |
| 2022 | Deputado Estadual | PL      | 25.622 | 0,64%       | 38° | Eleito     |
| 2024 | Prefeito          | PL      | 42.767 | 73,20%      | 1°  | Eleito     |